# Товстий (заповідне урочище)
Товстий — заповідне урочище місцевого значення. Об'єкт розташований на території Надвінянського району Івано-Франківської області, Бистрицьке лісництво, квартал 26, виділи 5—11.
Площа — 45,5000 га, статус отриманий у 1988 році.